# Ptecticus figlinus
Ptecticus figlinus är en tvåvingeart som beskrevs av Osten Sacken 1886. Ptecticus figlinus ingår i släktet Ptecticus och familjen vapenflugor. Inga underarter finns listade i Catalogue of Life.